# Oldenlandia biflora
Oldenlandia biflora är en måreväxtart som beskrevs av Carl von Linné. Oldenlandia biflora ingår i släktet Oldenlandia och familjen måreväxter. Inga underarter finns listade i Catalogue of Life.